# Patricia Laffan

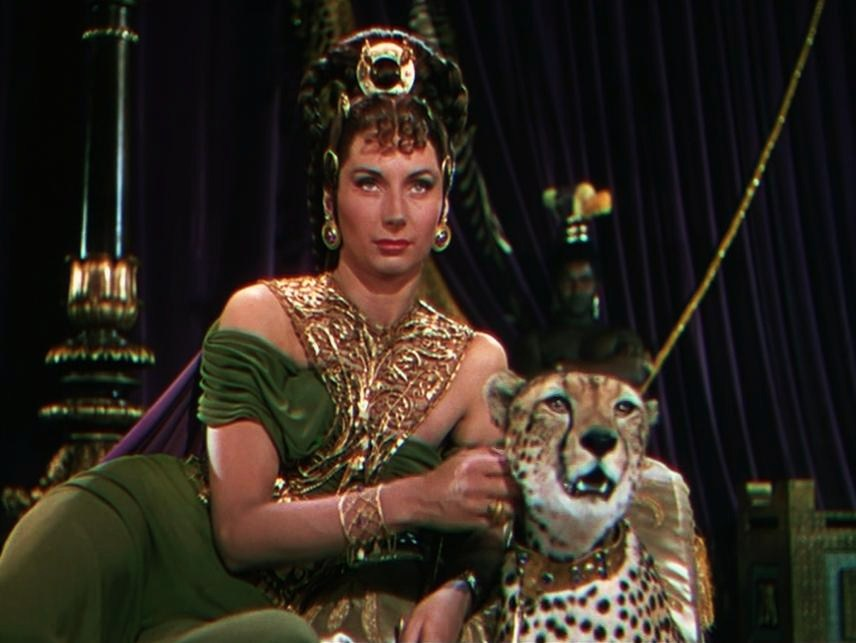
Patricia Laffan in Quo vadis? (1951)

Patricia Laffan (* 19. März 1919 in London; † 10. März 2014 ebenda) war eine britische Schauspielerin.

## Leben und Karriere
Patricia Laffan wurde in Folkestone und am Französischen Institut in London erzogen und ausgebildet. An der Webber Douglas School of Singing and Dramatic Art studierte sie für die Bühne.
Im Jahr 1945 gab die Schauspielerin in Sidney Gilliats romantischem Drama Der letzte Sündenfall ihr Filmdebüt. Ihre bekannteste Rolle spielte sie 1951, an der Seite von Peter Ustinov, als Poppaea in dem Monumentalfilm Quo vadis? von Regisseur Mervyn LeRoy.
In den 1950er Jahren folgten Auftritte in Peter Graham Scotts Kriminalfilm Gefährlicher Auftrag, in Robert Parrishs Thriller Schuss im Dunkel und 1956 in Henry Hathaways Psychokrimi 23 Schritte zum Abgrund neben Van Johnson, Vera Miles und Cecil Parker.
Seit Mitte der 1950er Jahre spielte Laffan dann überwiegend in britischen Fernsehserien.
1965 zog sie sich von der Schauspielerei zurück.
Im Jahr 2008 interviewte man Patricia Laffan für den britischen Dokumentarfilm British B Movies: Truly, Madly, Cheaply.

## Filmografie (Auswahl)
- 1945: Der letzte Sündenfall (The Rake's Progress)
- 1946: Gefährliche Reise (Caravan)
- 1951: Quo vadis?
- 1952: Gefährlicher Auftrag (Escape Route)
- 1953: Schuss im Dunkel (Rough Shoot)
- 1954: Devil Girl from Mars
- 1956: 23 Schritte zum Abgrund (23 Paces to Baker Street)
- 1963: Kommissar Maigret (Maigret) (Fernsehserie)
- 1964: Nicht mit uns, Herr Kommissar (Crooks in Cloisters)